# 矢沢村
矢沢村（やさわむら）は、昭和29年（1954年）まで岩手県稗貫郡にあった村。現在の花巻市矢沢・幸田・高木・高松・東十二丁目などにあたる。

## 地理
- 河川：和賀川

## 沿革
- 明治22年（1889年）4月1日 - 町村制施行にともない、矢沢村・幸田村・高木村[1]・高松村・東十二丁目村の計5か村が合併して新制の矢沢村が発足。
- 昭和29年（1954年）4月1日 - 花巻町・太田村・宮野目村・湯口村・湯本村と合併し、花巻市となる。

## 行政
- 歴代村長

| 代 | 氏名         | 就任                       | 退任                       | 備考 |
| -- | ------------ | -------------------------- | -------------------------- | ---- |
| 1  | 三田元治     | 明治22年（1889年）5月28日  | 明治25年（1892年）3月6日   |      |
| 2  | 柳田大三     | 明治25年（1892年）3月7日   | 明治32年（1899年）9月14日  |      |
| 3  | 大木彦助     | 明治32年（1899年）9月15日  | 明治33年（1900年）4月16日  |      |
| 4  | 川村仁八     | 明治33年（1900年）4月17日  | 明治34年（1901年）4月3日   |      |
| 5  | 内堀昌一     | 明治34年（1901年）4月4日   | 明治38年（1905年）4月3日   |      |
| 6  | 佐藤孝清     | 明治38年（1905年）4月4日   | 明治40年（1907年）4月11日  |      |
| 7  | 多田啓吉     | 明治40年（1907年）4月12日  | 明治41年（1908年）8月30日  |      |
| 8  | 内堀昌一     | 明治41年（1908年）9月1日   | 明治43年（1910年）1月9日   | 再任 |
| 9  | 川村吉郎     | 明治43年（1910年）1月10日  | 大正元年（1912年）8月19日  |      |
| 10 | 多田安邦     | 大正元年（1912年）8月20日  | 大正3年（1914年）6月4日    |      |
| 11 | 小原荘四郎   | 大正3年（1914年）6月5日    | 大正7年（1918年）5月13日   |      |
| 12 | 熊谷徳五郎   | 大正7年（1918年）5月14日   | 大正12年（1923年）3月23日  |      |
| 13 | 小田島和助   | 大正12年（1923年）3月24日  | 昭和2年（1927年）5月5日    |      |
| 14 | 多田啓吉     | 昭和2年（1927年）5月6日    | 昭和5年（1930年）8月17日   | 再任 |
| 15 | 高橋信       | 昭和5年（1930年）8月18日   | 昭和9年（1934年）10月18日  |      |
| 16 | 佐藤一郎     | 昭和9年（1934年）10月19日  | 昭和10年（1935年）12月12日 |      |
| 17 | 小原廉造     | 昭和10年（1935年）12月13日 | 昭和12年（1937年）2月9日   |      |
| 18 | 佐藤磯一     | 昭和12年（1937年）2月10日  | 昭和18年（1943年）2月12日  |      |
| 19 | 熊谷長ェ衛門 | 昭和18年（1943年）2月13日  | 昭和21年（1946年）5月2日   |      |
| 20 | 菅原円蔵     | 昭和21年（1946年）5月3日   | 昭和22年（1947年）3月25日  |      |
| 21 | 佐藤奎吾     | 昭和22年（1947年）4月8日   | 昭和29年（1954年）3月31日  |      |

## 交通

### 鉄道
- 国鉄釜石線：矢沢駅 - 小山田駅

合併後の昭和60年（1985年）に、旧村域内の東北新幹線と釜石線が交差する地点に新花巻駅が開設された（同時に矢沢駅は廃駅）。